# Calliactis sinensis
Calliactis sinensis är en havsanemonart som först beskrevs av Addison Emery Verrill 1870.  Calliactis sinensis ingår i släktet Calliactis och familjen Hormathiidae. Inga underarter finns listade i Catalogue of Life.